# Mathias Brugger
Matthias Brugger (ur. 6 sierpnia 1992) – niemiecki lekkoatleta specjalizujący się w wielobojach lekkoatletycznych.
W 2010 nie ukończył rywalizacji w dziesięcioboju na mistrzostwach świata juniorów, a rok później zdobył w Tallinnie wicemistrzostwo Europy juniorów w tej konkurencji. W 2016 zdobył brązowy medal w siedmioboju podczas halowych mistrzostw świata oraz był dziewiąty mistrzostwach Europy w Amsterdamie, natomiast w 2017 zajął ósme miejsce w halowych mistrzostwach Europy w Belgradzie.

## Osiągnięcia
| Rok  | Impreza                     | Miejsce   | Konkurencja   | Lokata      | Wynik     |
| ---- | --------------------------- | --------- | ------------- | ----------- | --------- |
| 2010 | Mistrzostwa świata juniorów | Moncton   | dziesięciobój | –           | DNF       |
| 2011 | Mistrzostwa Europy juniorów | Tallinn   | dziesięciobój | 2. miejsce  | 7853 pkt. |
| 2015 | Halowe mistrzostwa Europy   | Praga     | siedmiobój    | 11. miejsce | 5846 pkt. |
| 2016 | Halowe mistrzostwa świata   | Portland  | siedmiobój    | 3. miejsce  | 6126 pkt. |
| 2016 | Mistrzostwa Europy          | Amsterdam | dziesięciobój | 9. miejsce  | 7886 pkt. |
| 2017 | Halowe mistrzostwa Europy   | Belgrad   | siedmiobój    | 8. miejsce  | 5954 pkt. |
| 2017 | Mistrzostwa świata          | Londyn    | dziesięciobój | –           | DNF       |
| 2018 | Mistrzostwa Europy          | Berlin    | dziesięciobój | –           | DNF       |

## Rekordy życiowe
- Dziesięciobój – 8304 pkt. (2018)
- Siedmiobój – 6126 pkt. (2016)